# Boulevard Balgaria
Boulevard Balgaria (bulgarisch булевард България, englisch Bulgaria) ist ein Boulevard in der bulgarischen Hauptstadt Sofia und einer der wichtigsten Verkehrsachsen der Stadt aus dem Stadtzentrum in südwestlicher Richtung. Der Boulevard wurde gleichzeitig mit dem Bau des Nationalen Kulturpalastes in Sofia geplant und angelegt. Die Gesamtlänge beträgt 4,9 km, Beginn ist die Straßenkreuzung mit dem Boulevard Tscherni Wrach, in diesem Bereich ist die Straße achtspurig mit zusätzlichem Busfahrstreifen. Im weiteren Verlauf kreuzt der Boulevard Balgaria den Witoscha Boulevard in einem Tunnel, ab hier verfügt er über zwei Fahrstreifen und einen Busfahrstreifen je Richtung, mittig verläuft eine Straßenbahntrasse. Der Boulevard endet an der Sofioter Ringstraße mit einer planfreien Kleeblattkreuzung.

## Galerie

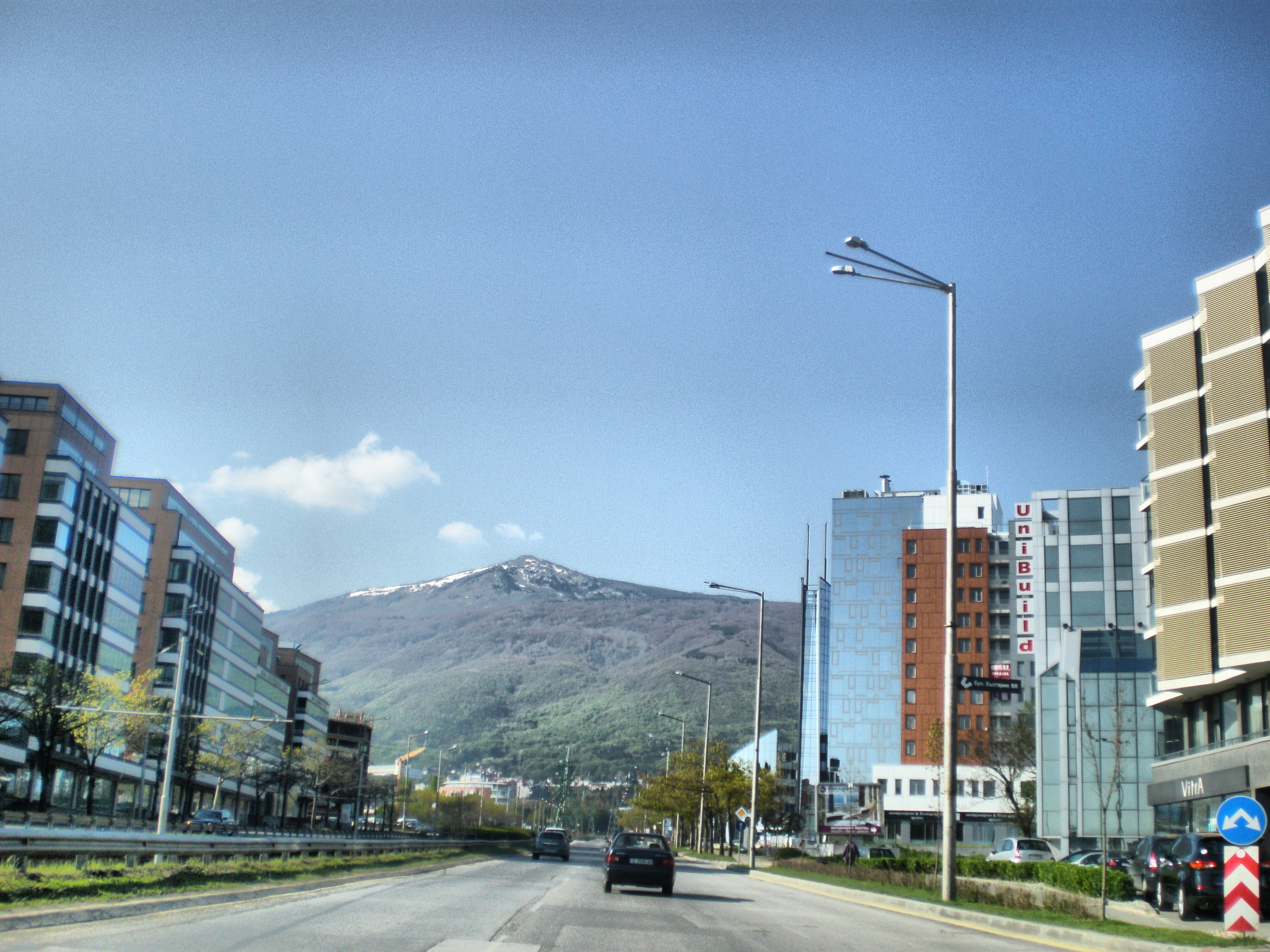
Boulevard Balgaria, im Hintergrund das Witoschagebirge
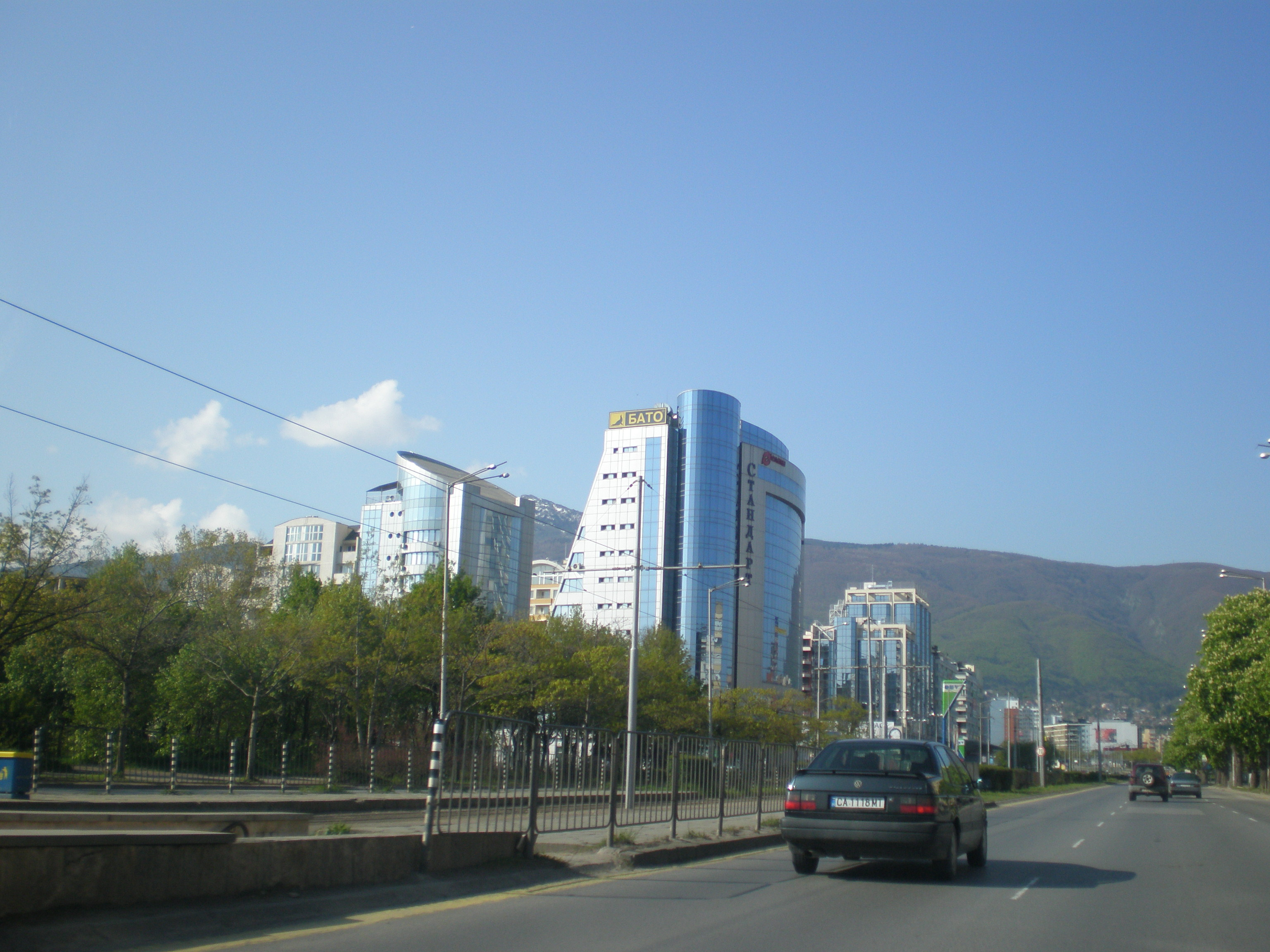
Boulevard Balgaria mit Straßenbahntrasse
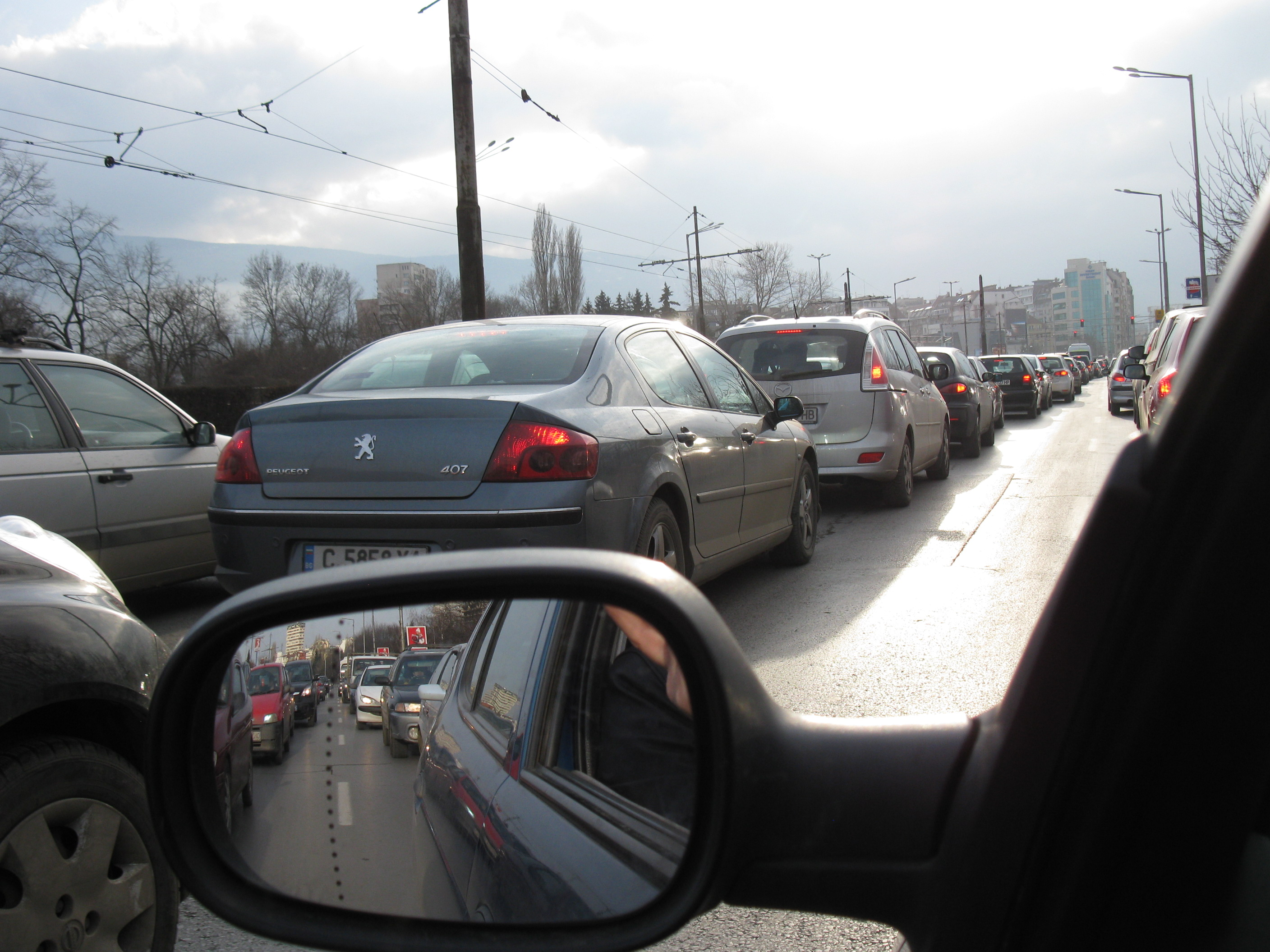
Verkehrsstau auf Boulevard Balgaria
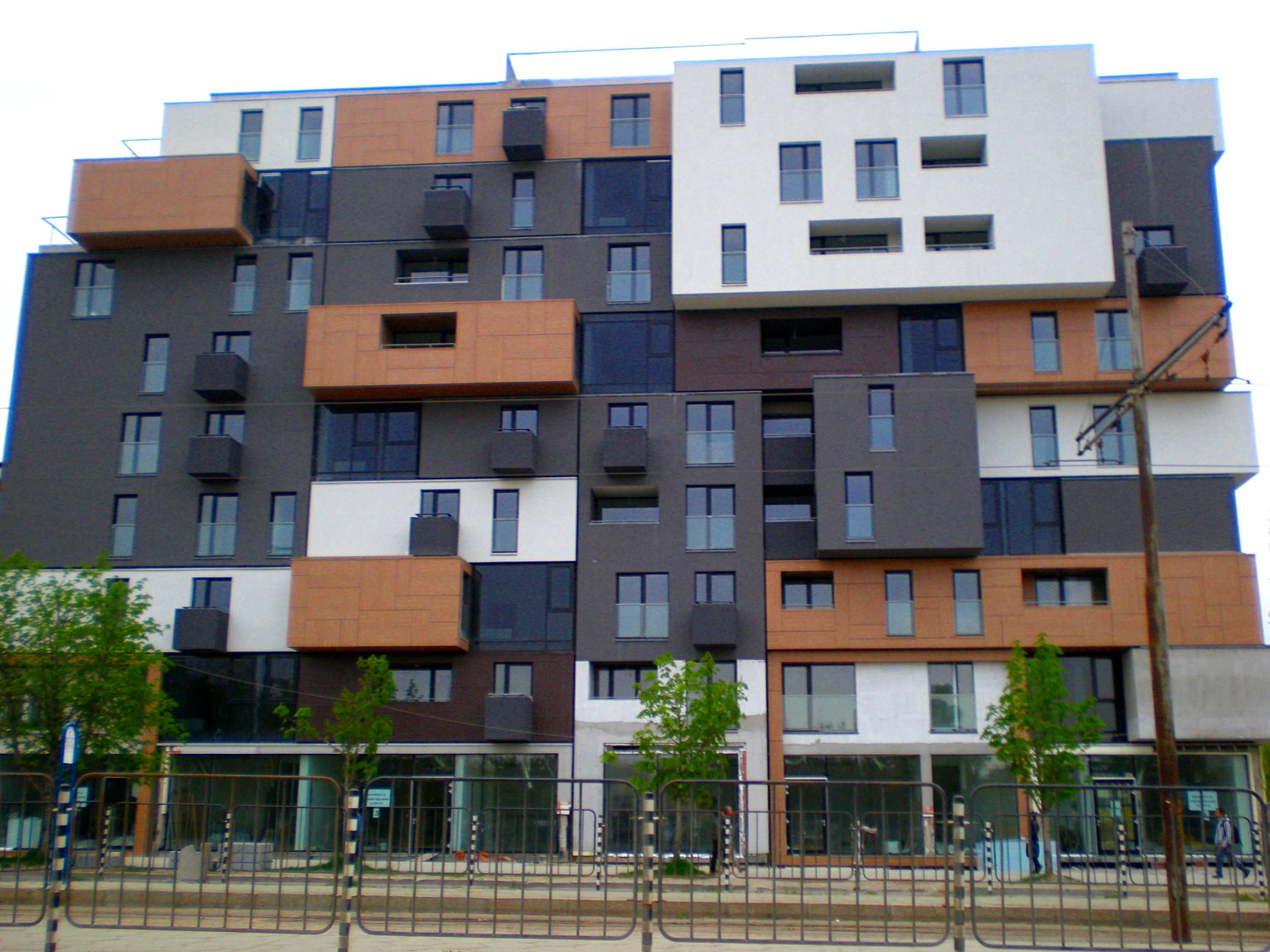
Architektur entlang des Boulevards